# Max Zenger
Max Zenger (* 2. Februar 1837 in München; † 16. November 1911 ebenda) war ein deutscher Komponist, Kapellmeister, Lehrer und Musikschriftsteller.

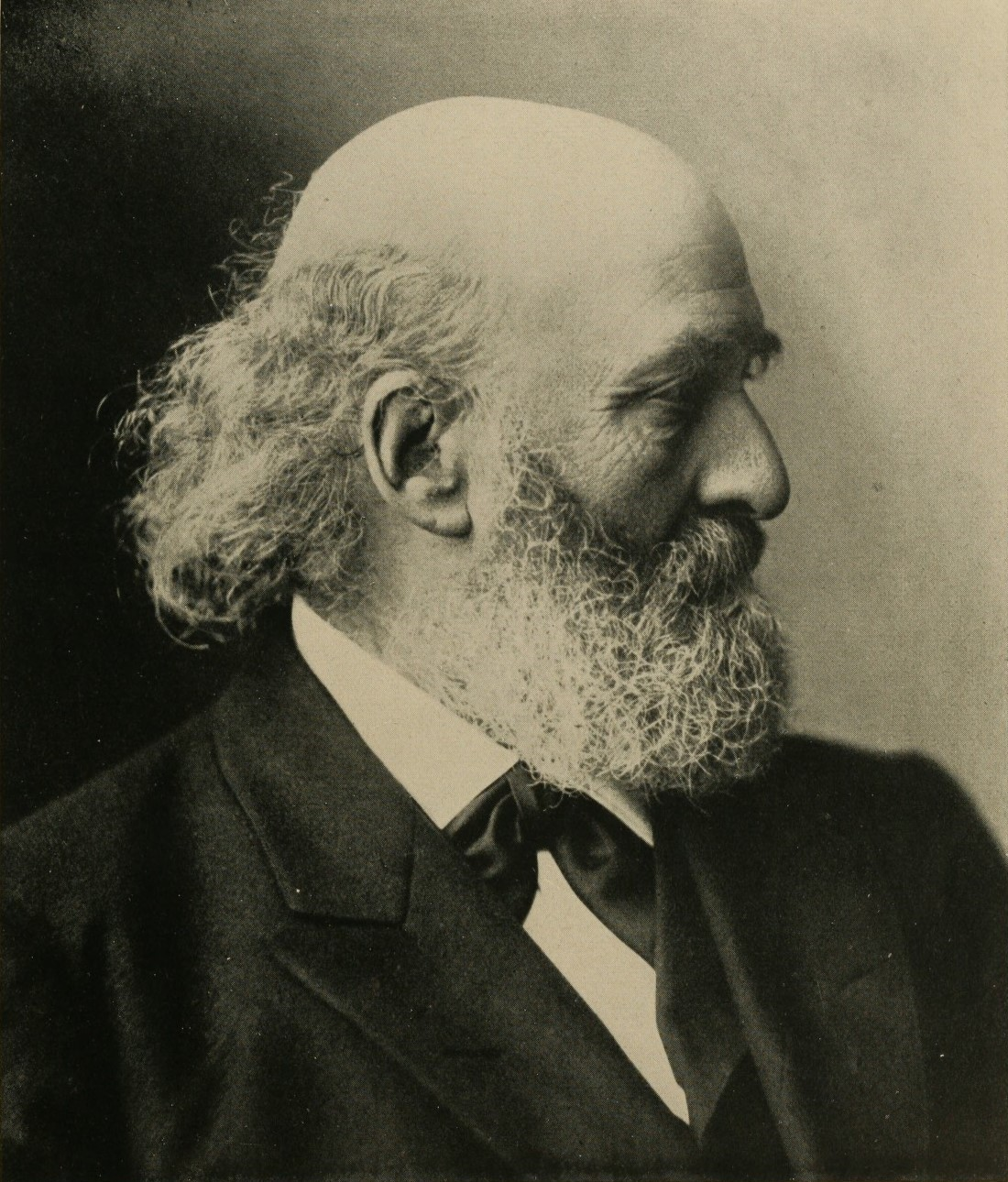
Max Zenger

## Leben
Max Zenger war ein Sohn von Karolina und Franz Xaver Zenger, Professor der Rechte an der Universität München. Von den sieben Geschwistern starben fünf bereits als Kleinkinder, unter ihnen auch die Zwillingsschwester Maria. Nach dem Abitur, 1855 am Münchner Maximiliansgymnasium – unter anderem mit Hugo von Maffei – war Zenger zunächst im Wintersemester 1855/56 im Grundstudium (Fachschaft Philosophie) an der Münchner Universität eingeschrieben. Dort wurde er Mitglied des Corps Isaria. Dann wechselte er zum Musikstudium, zunächst bei Professor Ludwig Stark an der Stuttgarter Musikhochschule, danach weitgehend autodidaktisch, u. a. 1859 bis 1860 in Leipzig. Ab 1860 war er als Komponist, Dirigent der Bürger-Sänger-Zunft München und als Musikreferent der Süddeutschen Zeitung und der Münchner Neuesten Nachrichten in München tätig. 1868/69 wirkte er als Kapellmeister am Stadttheater Regensburg und wechselte 1869 in als Musikdirektor an die Hofbühne in München. 1872 wurde Zenger als Musikdirektor an die Hofkapelle am Großherzoglich Badischen Hoftheater nach Karlsruhe berufen, kehrte aber 1877 nach München zurück. Dort wirkte er als musikalischer Leiter des Akademischen Gesangvereins und von 1878 bis 1885 als Dirigent des Oratorienvereins. Ab 1880 lehrte er Gesang, Harmonielehre und Musikgeschichte an der Königlich Bayerischen Musikschule und wurde 1882 zum Professor ernannt.
Max Zenger – er galt als „grimmiger Wagnerhasser“ – komponierte mehrere Opern, Musiken zu Werken von Goethe und Schiller, ein Oratorium, zwei Symphonien sowie Lieder, Chor- und Orchesterwerke. Er betätigte sich auch als Musikschriftsteller und -kritiker. Als seine Schüler werden genannt: Hermann Gura (1870–1944), Bariton, Georg Weinschütz (1871–1949), Instrumentalist, Frida Felser, Sopranistin, und Max Weinschütz (vor 1894–nach 1929), Komponist und Unterhaltungskünstler.
Max Zenger heiratete 1872 in Karlsruhe Maria Holzer (1851–1888), Elevin des Großherzoglich badischen Hoftheaters. 1892 ging er in München eine zweite Ehe mit Susanna Reißner, Wachtmeisters- und Kasernhausmeisterstochter (* 1870) ein. Die drei Kinder dieser Ehe verstarben im Kindesalter.
Max Zenger starb 1911 im Alter von 74 Jahren in München.

## Grabstätte

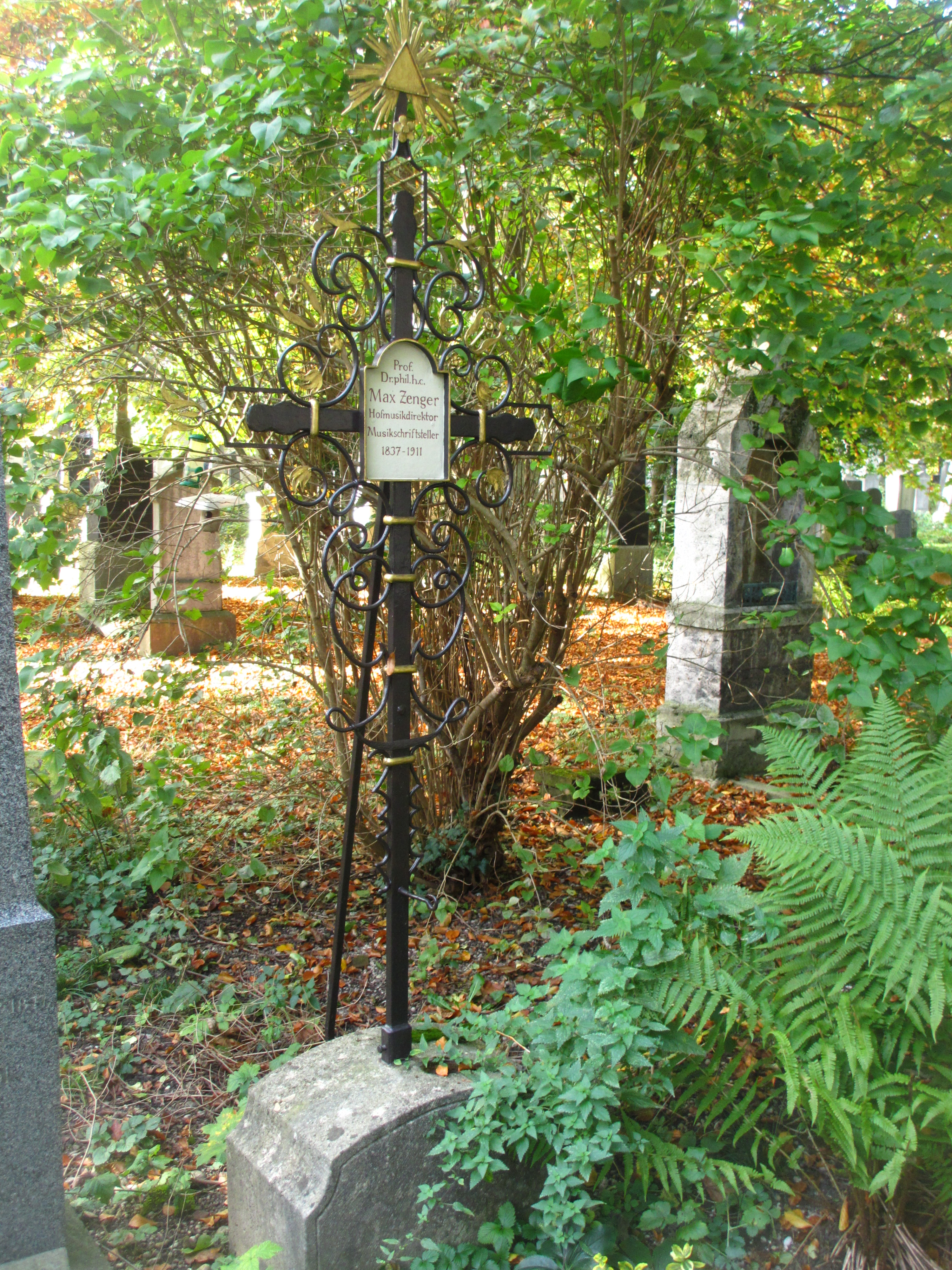
Grab von Max Zenger auf dem Alten Südlichen Friedhof in München

Die Grabstätte von Max Zenger befindet sich auf dem Alten Südlichen Friedhof in München (Gräberfeld 12 – Reihe 2 – Platz 55) Standort.

## Namensgeber für Straße
Nach Max Zenger wurde 1919 in München im Stadtteil Bogenhausen (Stadtbezirk 13 - Bogenhausen) die Max-Zenger-Straße benannt (Umbenennung vorher nur Zengerstraße). Lage 

## Werke (Auswahl)
- Die Foscari, tragische Oper mit Ballet in drei Aufzügen von Gustav Gans zu Putlitz  (frei nach Giuseppe Verdis Oper „I due Foscari“). 1859/61; Uraufführung: München, 11. Januar 1863; Dirigent: Franz Lachner
- Ruy Blas, Oper in 4 Aufzügen von Carl Theodor von Heigel frei nach dem Drama von Victor Hugo (Manuskript), 1863/64; Uraufführung 4. Juni 1868 Hoftheater Mannheim; Dirigent: Vinzenz Lachner
- Wieland der Schmied, Oper in 4 Akten von Philipp Allfeld nach Karl Simrock, 1873–1879; Uraufführung München 1881, revidiert auf 3 Akte, München 1895
- 3 Ballette für Separatvorstellungen Ludwigs II., 1880/81: 1. Auf Schloß Bellevue (Ballettmeister: Franz Fenzl), München 1881; 2. Les Plaisiers de l'île enchantée, München 1881; 3. Amor und Psyche. Ein Hoffest Ludwigs XIV., München 1882
- Faust I / Faust II, Musik zu Johann Wolfgang von Goethe, ab 1880; Uraufführung München 1888 (Faust I); Dirigent: Richard Strauß; Faust II: München 1895
- Eros und Psyche, Oper in drei Akten von Wilhelm Schriefer, 1897; Uraufführung: München, 11. Januar 1903
- Rezitativ zu Étienne-Nicolas Méhul: Joseph in Ägypten, 1873
- Kain, nach George Gordon Noel Byrons „Mysterium“ frei bearbeitet von Theodor Heigel; für Solostimmen, Chor und Orchester [1866/67], Druck: Siegel, Leipzig ca. 1872
- Eros und Psyche. Fünf Lieder für Sopran mit Begleitung des Pianoforte., op. 28, Kistner, Leipzig; Erstausgabe. Adelina Patti gewidmet
- Wo goldener Wein im Becher blinkt, Komposition für Männerchor (Text von Julius Wolff), 1904
- Die Kraniche des Ibykus, Melodram (nach Friedrich Schiller), op. 80: nicht aufgeführt

## Schriften
- Grundriss der Musikgeschichte. C. Wolff & Sohn, München 1894.
- Max Zenger. Eine Selbstschau. Zu seinem 70. Geburtstag. In: Allgemeine Zeitung München, 1. Februar 1907, S. 2–4
- Geschichte der Münchener Oper. Nachgelassenes Werk hrsg. von Theodor Kroyer, München 1923.